# لورين شو
لورين شو (بالإنجليزية: Lorraine Shaw) هي منافسة ألعاب القوى بريطانية، ولدت في 2 أبريل 1968 في غلوستر في المملكة المتحدة.

## وصلات خارجية
- لورين شو على موقع الاتحاد الدولي لألعاب القوى (الإنجليزية)
- لورين شو على موقع أوليمبيديا (الإنجليزية)
- لورين شو على موقع اللجنة الأولمبية البريطانية (الإنجليزية)
- لورين شو على موقع اتحاد ألعاب الكومنولث (مؤرشف) (الإنجليزية)
- لورين شو على موقع دورة ألعاب الكومنولث 2006 (مؤرشف) (الإنجليزية)